# 前杭爱省
前杭爱省又名南杭爱省（羅馬化：Uvurkhangai aimag），得名於杭愛山脈，位於蒙古國中南部，面積62,895平方公里，人口101,314 (2011年)。首府阿尔拜赫雷。

## 古蹟
蒙古帝國古都哈拉和林位於該省。

## 行政区划

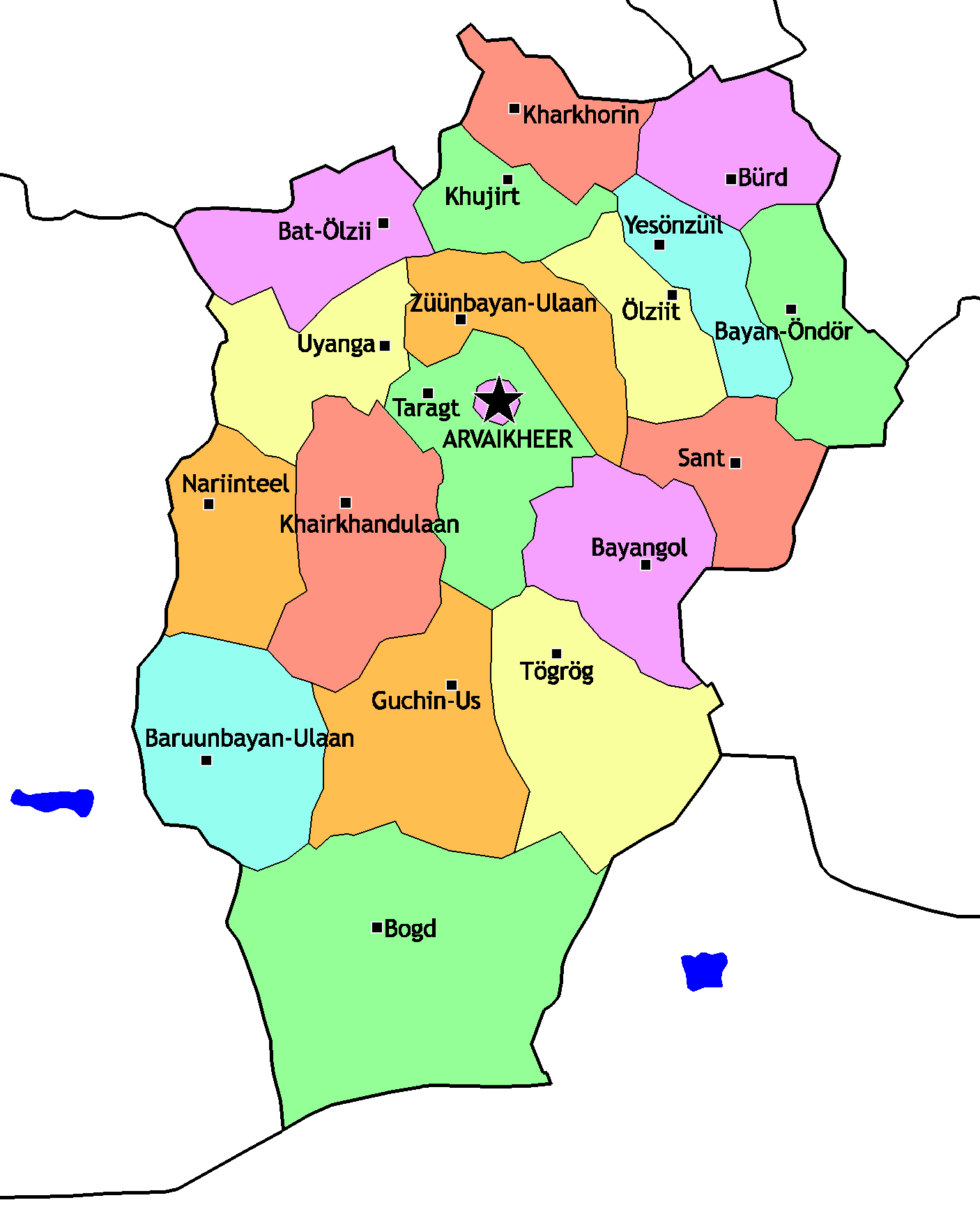
前杭爱省分县地图

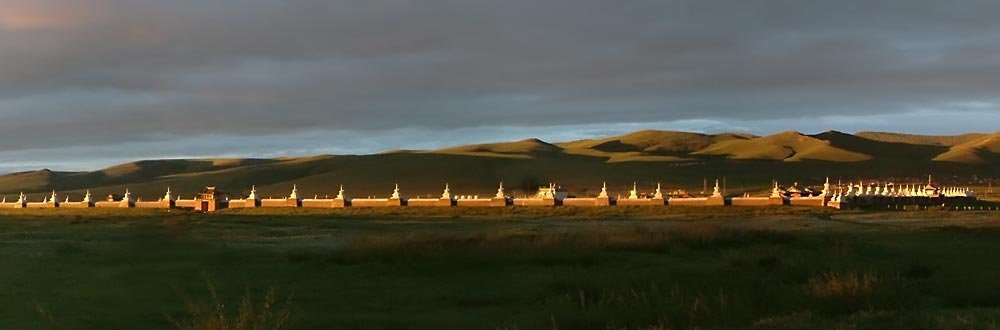
哈拉和林的光显寺

前杭爱省下辖19苏木：
| 前杭爱省的苏木行政中心地图 |
| -------------------------- |
| 50km · 30miles 东巴彦乌兰苏木 耶森珠伊勒苏木 乌彦嘎苏木 图格里克苏木 塔拉格特苏木 桑特苏木 乌勒吉特苏木 纳林特勒苏木 呼吉尔特苏木 哈尔和林苏木 海尔汗杜兰苏木 古钦乌斯苏木 布尔德苏木 博格德苏木 巴彦温都尔苏木 巴彦高勒苏木 巴特乌勒吉苏木 西巴彦乌兰苏木 阿尔拜赫雷市 (阿尔拜赫雷苏木)'"`UNIQ--templatestyles-0000002F-QINU`"' 苏木在前杭爱省 Legend： · 1: 阿尔拜赫雷市 (阿尔拜赫雷苏木) 2: 西巴彦乌兰苏木 · 3: 巴特乌勒吉苏木 4: 巴彦高勒苏木 5: 巴彦温都尔苏木 · 6: 博格德苏木 7: 布尔德苏木 8: 古钦乌斯苏木 · 9: 海尔汗杜兰苏木 10: 哈尔和林苏木 11: 呼吉尔特苏木 · 12: 纳林特勒苏木 13: 乌勒吉特苏木 14: 桑特苏木 · 15: 塔拉格特苏木 16: 图格里克苏木 17: 乌彦嘎苏木 · 18: 耶森珠伊勒苏木 19: 东巴彦乌兰苏木 ·                           |

- 阿尔拜赫雷市的中央广场和行政大楼
- 阿尔拜赫雷市的剧院
- 阿尔拜赫雷市的总理铜像
- 阿尔拜赫雷市的英雄纪念碑
- 光显寺的周围环境的景色。
- 光显寺的西墙佛塔
- 光显寺中的外墙佛塔
- 光显寺中的佛塔
- 光显寺中的寺庙
- 哈尔和林苏木(哈拉和林)
- 哈尔和林苏木(哈拉和林) 的城市景色
- 哈尔和林苏木的那达慕大会
- 哈拉和林的草原
- 位于和后杭爱省省界附近的托布洪寺
- 位于和后杭爱省省界附近的托布洪寺
- 鄂尔浑河谷上游
- 鄂尔浑河上的桥
- 鄂尔浑河谷
- 鄂尔浑河谷国家公园
- 乌兰-楚特嘎兰瀑布 (鄂尔浑瀑布)
- 乌兰-楚特嘎兰瀑布 (鄂尔浑瀑布)
- 古钦乌斯苏木的民居